# Vauxbuin
Vauxbuin település Franciaországban, Aisne megyében. Lakosainak száma 771 fő (2022. január 1.). Vauxbuin Courmelles, Mercin-et-Vaux, Saconin-et-Breuil és Soissons községekkel határos.

## Népesség
A település népessége az elmúlt években az alábbi módon változott:
| Lakosok száma | 663  | 936  | 905  | 789  | 779  | 789  | 786  | 788  | 785  | 771  |
|               | 1968 | 1982 | 1990 | 2006 | 2013 | 2015 | 2017 | 2019 | 2020 | 2022 |